# S Tamoio (S-31)
O S Tamoio (S-31) é um submarino da Classe Tupi que serviu a Marinha do Brasil de 1995 a 2023.
Foi construído no estaleiro Arsenal de Marinha do Rio de Janeiro, Ilha das Cobras, tendo sido lançado ao mar em 18 de novembro de 1993. Foi incorporado à armada em 17 de julho de 1995 e descomissionado em 14 de setembro de 2023.

## Projeto

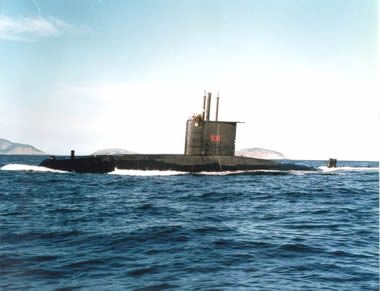
S Tamoio (S-31) em 2009.

Foi o primeiro submarino da Marinha brasileira construído dentro da estratégia de aquisição do domínio completo do ciclo "Projeto, Construção e Reparação" desses meios, sendo o primeiro a ser construido no Brasil.
Baseado no projeto alemão do IKL-209 da HDW (Howaldtswerke Deutsche Werft), que originou no Brasil a Classe Tupi.

## Origem do nome
O submarino Tamoio foi o terceiro navio e o segundo submarino a ostentar esse nome na Marinha do Brasil, em homenagem ao povo indígena Tamoios. Este povo, hoje extinto, habitava as margens dos rios São Francisco, em Minas Gerais e Paraíba do Sul, no Rio de Janeiro.
Os outros barcos com o mesmo nome foram o cruzador torpedeiro Tamoyo (1895) e o submarino S Tamoyo (S-13) (1936).

## Operação
O S Tamoio (S-31) integrava a  Força de Submarinos da Marinha do Brasil, juntamente com outros três submarinos da classe Tupi, um da classe Tikuna e um da Classe Riachuelo.
O último Período de Manutenção Geral (PMG) do navio ocorreu no final de 2014 no Arsenal de Marinha do Rio de Janeiro, procedimento que era repetido a cada seis anos.
Em 1996, o Tamoio, em um exercício de tiro, afundou o casco do contratorpedeiro Marcilio Dias com um torpedo Mark 24 Tigerfish.
O S Tamoio (S-31) foi baixado do serviço ativo da Armada pela Manha do Brasil, no dia 14 de setembro de 2023.